# Nordine Ibouroi
Nordine Ibouroi (Marsiglia, 30 luglio 1998) è un ex calciatore francese naturalizzato comoriano, di ruolo attaccante.

## Caratteristiche tecniche
È un'ala destra.

## Carriera

### Nazionale
Il 4 settembre 2019 ha esordito con la nazionale comoriana disputando l'amichevole vinta 1-0 contro la Mauritania.

## Statistiche
Statistiche aggiornate al 6 gennaio 2020.

### Cronologia presenze e reti in nazionale
| Cronologia completa delle presenze e delle reti in nazionale ― Comore | Cronologia completa delle presenze e delle reti in nazionale ― Comore | Cronologia completa delle presenze e delle reti in nazionale ― Comore | Cronologia completa delle presenze e delle reti in nazionale ― Comore | Cronologia completa delle presenze e delle reti in nazionale ― Comore | Cronologia completa delle presenze e delle reti in nazionale ― Comore | Cronologia completa delle presenze e delle reti in nazionale ― Comore | Cronologia completa delle presenze e delle reti in nazionale ― Comore |
| Data                                                                  | Città                                                                 | In casa                                                               | Risultato                                                             | Ospiti                                                                | Competizione                                                          | Reti                                                                  | Note                                                                  |
| --------------------------------------------------------------------- | --------------------------------------------------------------------- | --------------------------------------------------------------------- | --------------------------------------------------------------------- | --------------------------------------------------------------------- | --------------------------------------------------------------------- | --------------------------------------------------------------------- | --------------------------------------------------------------------- |
| 6-10-2017                                                             | La Marsa                                                              | Mauritania                                                            | 0 – 1                                                                 | Comore                                                                | Amichevole                                                            | -                                                                     | 78’                                                                   |
| 24-3-2018                                                             | Marrakech                                                             | Kenya                                                                 | 2 – 2                                                                 | Comore                                                                | Amichevole                                                            | -                                                                     | 88’                                                                   |
| 7-6-2019                                                              | Boulogne-sur-Mer                                                      | Costa d'Avorio                                                        | 3 – 1                                                                 | Comore                                                                | Amichevole                                                            | -                                                                     | 60’                                                                   |
| 12-10-2019                                                            | Versailles                                                            | Comore                                                                | 1 – 0                                                                 | Guinea                                                                | Amichevole                                                            | -                                                                     |                                                                       |
| 14-11-2019                                                            | Lomé                                                                  | Togo                                                                  | 0 – 1                                                                 | Comore                                                                | Qual. Coppa d'Africa 2021                                             | -                                                                     | 65’                                                                   |
| 18-11-2019                                                            | Iconi                                                                 | Comore                                                                | 0 – 0                                                                 | Egitto                                                                | Qual. Coppa d'Africa 2021                                             | -                                                                     | 73’                                                                   |
| Totale                                                                |                                                                       | Presenze                                                              | 6                                                                     |                                                                       | Reti                                                                  | 0                                                                     |                                                                       |